# Teemu Sippo
Teemu Jyrki Juhani Sippo, dit Teemu Sippo, né le 20 mai 1947  à Lahti, en Finlande, est un évêque finlandais, évêque d’Helsinki de 2009 à 2019. Il est le premier évêque finlandais depuis l’institution du diocèse d'Helsinki en 1955.

## Biographie
Mgr Sippo est né le 20 mai 1947, dans la ville de Lahti, dans une famille luthérienne. En 1966, il se convertit au catholicisme et le 11 octobre 1970, il prononce ses vœux solennels chez les pères déhoniens. Il est ordonné prêtre le 28 mai 1977.
Nommé évêque d'Helsinki par Benoît XVI le 16 juin 2009, il reçoit la consécration le 5 septembre des mains du cardinal Karl Lehmann (évêque de Mayence), assisté des évêques co-consacrants Józef Wróbel (évêque auxiliaire de Lublin) et Czeslaw Kozon (évêque de Copenhague).
Le 24 juillet 2015 le pape ratifie son élection comme père synodal pour le Synode des évêques sur la mission de la famille dans l'Église et dans le monde qui a lieu du 4 au 25 octobre suivant.
Victime d'une lourde chute qui provoque un traumatisme crânien le 26 décembre 2018, il démissionne le 20 mai suivant. 

### Devise épiscopale
« Christus fons vitæ » (« Le Christ est source de vie. »)

## Illustrations

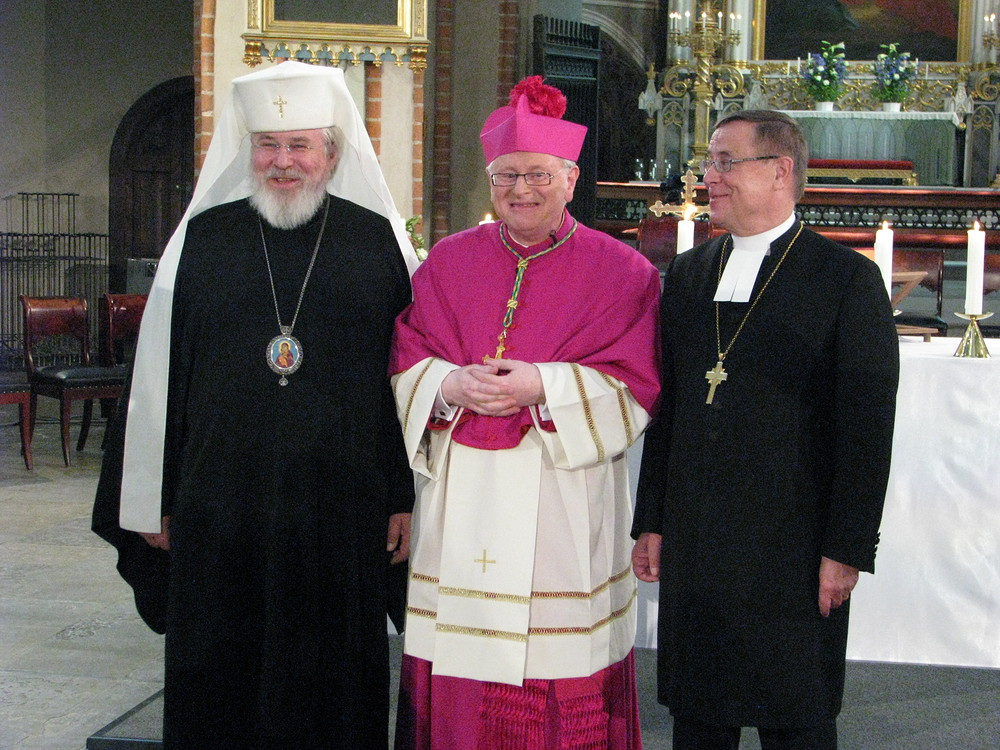
Le primat ortohodoxe Léon de Finlande, mons. Sippo et l'archeveque luterain Jukka Paarma (en).